# Famiglia di lanciatori Atlas

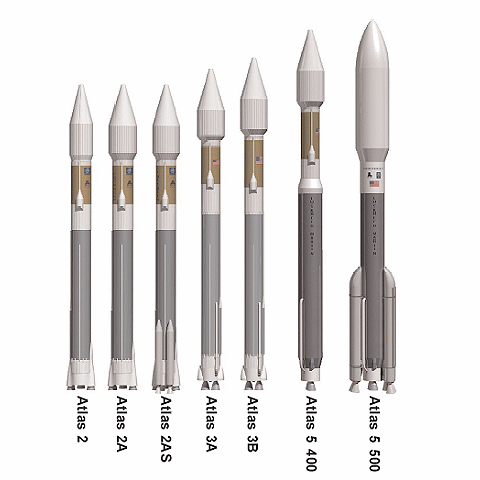
Le versioni principali di Atlas.

I lanciatori Atlas sono una famiglia di veicoli di lancio non riutilizzabili (in inglese Expendable Launch Vehicle) costruiti da diverse aziende progressivamente inglobate dalla Lockheed Martin ed ora dalla United Launch Alliance, una joint-venture Lockheed Martin-Boeing. Hanno avuto origine dai missili balistici intercontinentali SM-65 Atlas alla fine degli anni 1950. Le prime versioni dei razzi Atlas erano designate usando lettere dell'alfabeto fino all'Atlas H; in seguito vennero identificati con numeri romani. 
Il nome Atlas è stato originariamente proposto da Karel Bossart e dal suo team di progettazione che lavoravano alla Convair sul progetto MX-1593. Il nome deriva dal potente titano della mitologia greca Atlante, che come il razzo era il più grande e potente dell'epoca. Inoltre anche la società madre di Convair si chiamava Atlas Corporation.

## Storia
L'SM-65 Atlas era un missile balistico studiato già negli anni 1940 in risposta all'Unione Sovietica, che stava preparando anch'essa la costruzione di missili intercontinentali nucleari all'inizio della Guerra fredda. Il primo lancio per operazioni non militari fu il lancio del satellite per telecomunicazioni SCORE nel 1958. 
Negli anni 1960 furono effettuati diversi lanci con l'Atlas D, o SM-65D Atlas. Ritirato dal servizio nel 1965 l'Atlas D fu il predecessore della versione chiamata Atlas LV-3B, la cui versione modificata per ospitare un equipaggio servì per le progetto Mercury; anche la missione Mercury-Atlas 6 del 1962 che portò in orbita il primo statunitense, John Glenn, fu lanciata da un Atlas LV-38. Lo stesso Atlas LV-3B e la successiva Atlas SLV con l'aggiunta del secondo stadio Agena o Centaur lanciarono missioni interplanetarie come anche quelle per programma Mariner, dirette all'esplorazione dei pianeti del sistema solare interno. 
Nel 1979, le varianti dei lanciatori spaziali Atlas erano state ridotte al solo Atlas-Centaur e ad alcuni missili balistici intercontinentali rinnovati. La velocità di lancio degli Atlas diminuì negli anni 1980 a causa dell'avvento dello Space Shuttle, ma i lanci degli Atlas continuarono fino al 2004, quando l'ultimo Atlas "classico" con serbatoi a palloncino e la sezione booster gettata in mare lanciò un satellite per comunicazioni per l'Air Force.
Le versioni derivate dal missile balistico denominate con le lettere dell'alfabeto si sono evolute fino alla lettera H: l'Atlas H dal 1983 al 1987 lanciò satelliti governativi del National Reconnaissance Office, poteva lanciare carichi da 3630 kg in orbita terrestre bassa e 2255 kg in orbita geostazionaria.

## Atlas I

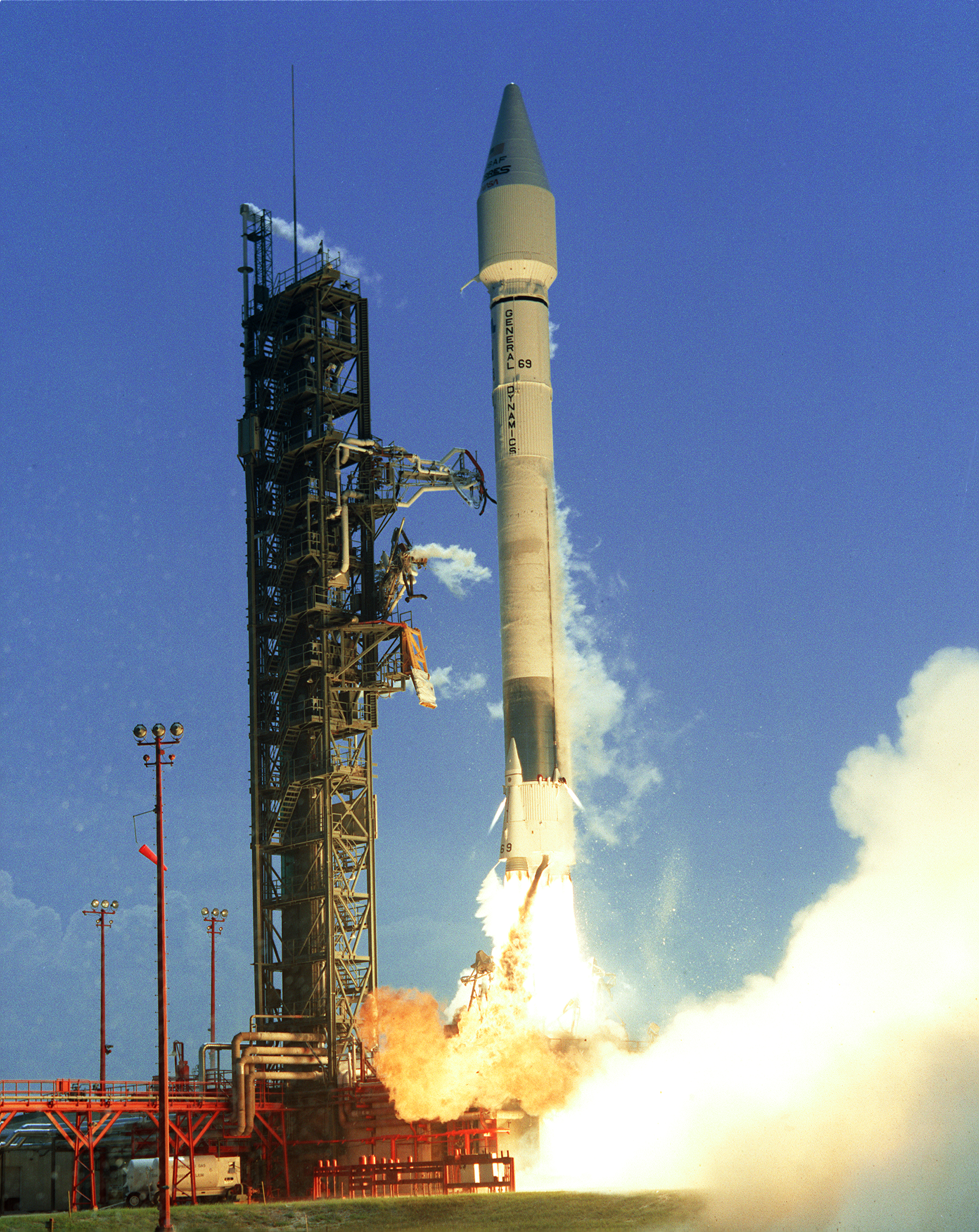
Lancio della sonda CRRES con un Atlas I il 25 luglio 1990
Il lanciatore è nella configurazione AC-69

L'Atlas I era un razzo vettore statunitense usato negli anni novanta per il lancio di satelliti artificiali.
Era costruito dalla Convair, e derivava dal Missile balistico intercontinentale SM-65 Atlas. 
Il razzo Atlas I era composto da due stadi: il primo stadio era costituito da un razzo H a tre motori, il secondo stadio da un razzo Centaur. Il razzo usava propellente liquido: il primo stadio bruciava cherosene e ossigeno liquido, il secondo idrogeno liquido e ossigeno liquido. L'Atlas I aveva una lunghezza totale di 43,90 metri e un diametro di 3,05 metri; poteva collocare in orbita bassa un carico utile di 3600 kg.
Il primo lancio di un Atlas I venne effettuato il 25 luglio 1990, l'ultimo il 25 aprile 1997; in totale vennero effettuati 11 lanci, di cui 8 ebbero successo. Dopo il 1997 il razzo fu ritirato dal servizio. 

## Atlas II

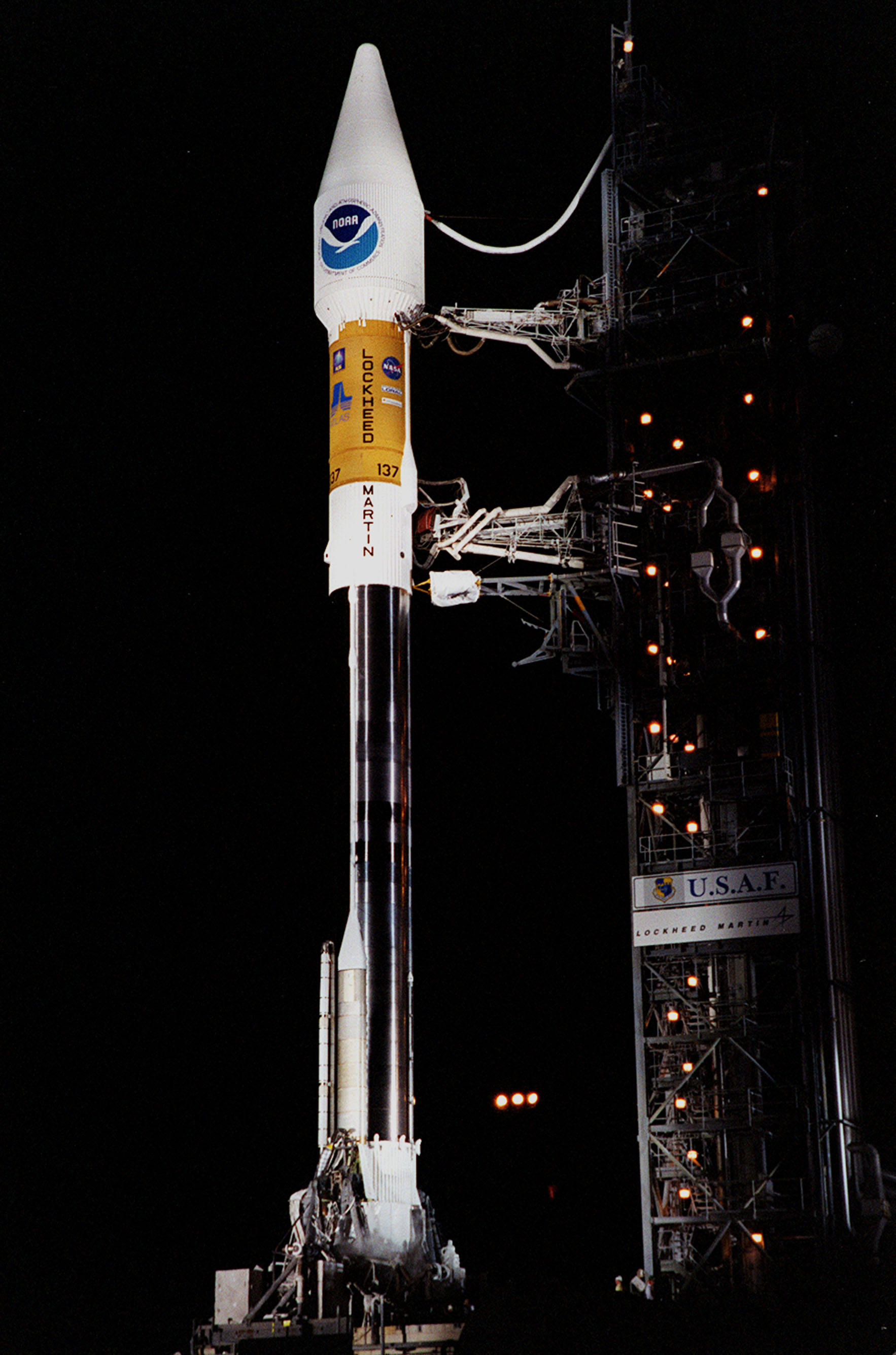
Un Atlas II sulla rampa di lancio di Cape Canaveral per la messa in orbita della sonda meteorologia GOES-L, il 3 maggio 2000

Atlas II è stato l'ultimo lanciatore della famiglia ad usare un'architettura ad "uno stadio e mezzo" con tre motori: due dei tre motori sono espulsi durante l'ascensione, mentre i serbatoi di carburante e gli altri elementi strutturali sono mantenuti. L'Atlas II è stato progettato per posizionare carichi utili in orbita terrestre bassa, orbita di trasferimento geostazionaria ed in orbita geosincrona. Dal 1991 al 2004 sono stati effettuati in totale 63 lanci dell'Atlas II, IIA e IIAS.

## Atlas III

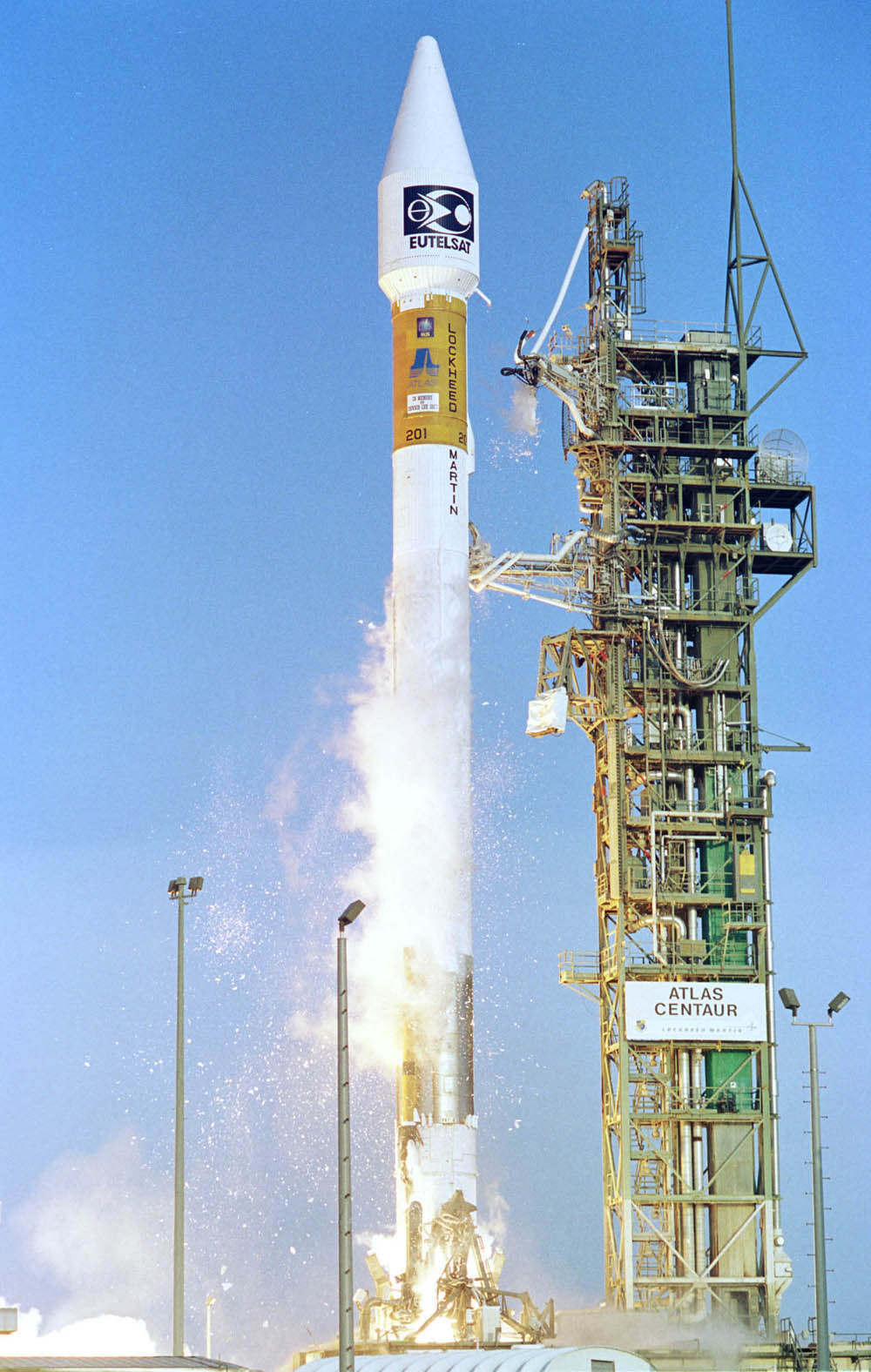
Un Atlas III al suo primo lancio, il 24 maggio 2000

L'Atlas III è stato in servizio dal 2000 al 2005 effettuando 6 successi su 6 lanci. Il razzo aveva due stadi, di cui il primo RD-180, di fabbricazione russa, e il secondo Centaur. Del razzo venne prodotta anche la versione Atlas IIIA, con due motori per lo stadio Centaur.

## Atlas V

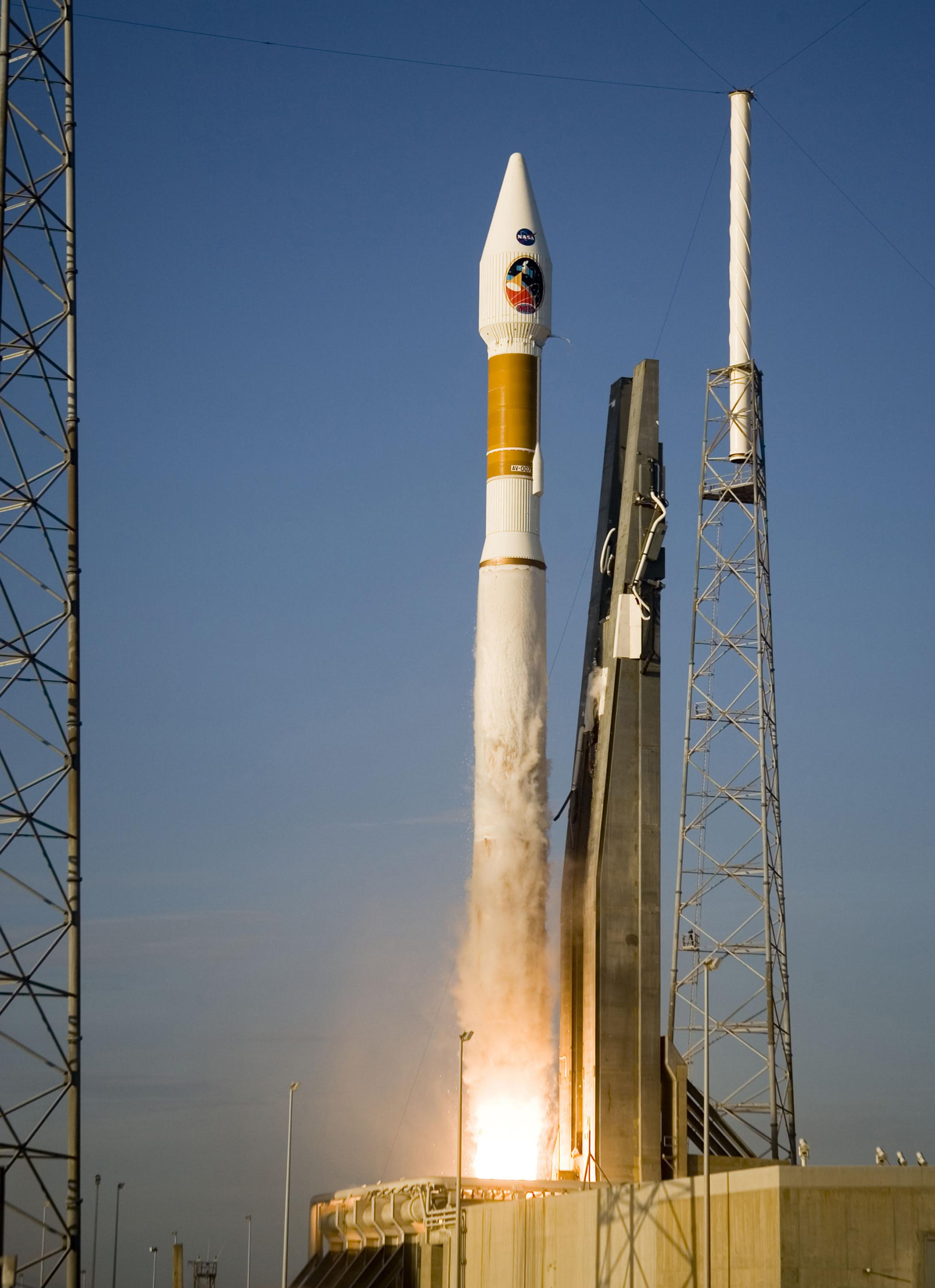
Lancio del Mars Reconnaissance Orbiter il 12 agosto 2005, sul primo Atlas V usato dalla NASA

L'Atlas V è composto come il predecessore da due stadi di cui il primo RD-180 va a RP-1 e ossigeno liquido, arrivando ad una spinta di 4152 kN e il secondo Centaur con 99,2 kNa idrogeno e ossigeno liquidi. Il primo lancio è stato effettuato nell'agosto 2002, dopo il quale ha effettuato 77 lanci di successo su 78. L'eccezione va per un lancio nel giugno 2007, quando il Centaur si spense prima del previsto e lasciò il carico ad un'orbita più bassa.
| Caratteristiche dei principali Atlas | Atlas D/E/F | Atlas-Agena | Atlas-Centaur | Atlas I | Atlas II | Atlas III    | Atlas V       |
| ------------------------------------ | ----------- | ----------- | ------------- | ------- | -------- | ------------ | ------------- |
| Massa al decollo                     | 122 t       | 124-155 t   | 136-148 t     | 164,3 t | 204,3 t  | 214,3 t      | 546,7 t       |
| Altezza                              | 20 m        | 30-36 m     | 33-38 m       | 43,9 m  | 47,5 m   | 52,8 m       | 58,3 m        |
| Diametro                             | 3,05 m      | 3,05 m      | 3,05 m        | 3,05 m  | 3,05 m   | 3,05 m       | 3,81 m        |
| Carico utile in GTO                  | -           | 1000 kg     | 1800 kg       | 2300 kg | 3300 kg  | 4055-4500 kg | 4750-8900 kg  |
| Carico utile in LEO                  | 1360 kg     | 2300 kg     | 4000 kg       | 5900 kg | 7280 kg  | 10700 kg     | 8210-18850 kg |
| Tasso di successo                    | 57 su 60    | 92 su 109   | 181 su 197    | 8 su 11 | 63 su 63 | 6 su 6       | 77 su 78      |